# Магафство
Магаф — вірменська форма арабського «му'аф». Як юридичний термін означає майно або особу, звільнену від податків і повинностей. Магафство (му'афи) могло бути необмеженим і обмеженим, тобто охоплювало все майно або його частину.
В класичній вірменській мові термінам «магаф» і «магафство» відповідали терміни «азат» та «азатутюн» («вільний» і «воля»).